# Livre I des Éléments d'Euclide

Le livre I des Éléments d'Euclide pose les fondements pour la suite de l'ouvrage. Il contient :
- 35 définitions de vocabulaire ;
- 5 demandes (ou postulats selon Proclos) plus un apocryphe ;
- 5 notions communes (ou axiomes selon Proclos) plus quatre apocryphes ;
- 48 propositions.

## Les définitions
Y sont définis le point, la droite (qui chez Euclide n'est jamais qu'un segment de droite), les angles, le cercle, le triangle, le carré, le rectangle, les parallèles. Voici quelques-unes de ces définitions :
- Définition 1, le point est ce dont la partie est nulle.
- Définition 2, une ligne est une longueur sans largeur.
- Définition 3, les extrémités d’une ligne sont des points.
- Définition 4, la ligne droite est celle qui est également placée entre ses points.
- Définition 5, une surface est ce qui a longueur et largeur sans hauteur.
- Définition 6, les extrémités d’une surface sont des lignes.
- Définition 7, une surface plane est celle qui est également placée entre ses lignes droites.
- Définition 8, un angle plan est l'inclinaison mutuelle de deux lignes qui se touchent dans un plan, et qui ne sont pas placées dans la même direction.
- Définition 9, lorsque des lignes qui comprennent un angle sont des droites, l'angle se nomme rectiligne.
- Définition 10, lorsqu'une droite tombant sur une droite fait deux angles de suite égaux, chacun des angles égaux est droit, et la droite placée au-dessus est dite perpendiculaire à celle sur laquelle elle est placée.
- Définition 11, l'angle obtus est celui qui est plus grand qu'un droit.
- Définition 12, l'angle aigu est celui qui est plus petit qu'un droit.
- Définition 13, on appelle terme ou limite ce qui est l’extrémité de quelque chose.
- Définition 14, on appelle figure ce qui est compris entre une ou plusieurs limites.
- Définition 15, un cercle est une figure plane comprise par une seule ligne qu'on nomme circonférence, toutes les droites menées à la circonférence d'un des points placé dans cette figure étant égales entre elles.
- Définition 16, ce point se nomme le centre du cercle.
- Définition 17, le diamètre du cercle est une droite menée par le centre et terminée de part et d'autre par la circonférence du cercle, le diamètre partage le cercle en deux parties égales.
- Définition 18, un demi-cercle est une figure comprise entre le diamètre et la portion de la circonférence qui est sous-tendue par le diamètre.
- Définition 19, un segment de cercle est une portion du cercle comprise entre une droite et la circonférence du cercle.
- Définition 20, les figures rectilignes sont celles qui sont terminées par des droites.
- Définition 21, on appelle trilatère ou triangle les figures terminées par trois droites.
- Définition 22, on appelle quadrilatères les figures terminées par quatre droites.
- Définition 23, on appelle multitalère les figures terminées par plus de quatre droites.
- Définition 24, parmi les figures trilatères, le triangle équilatéral est celle qui a ses trois côtés égaux.
- Définition 25, parmi les figures trilatères, le triangle isocèle est celle qui a deux côtés égaux.
- Définition 26, parmi les figures trilatères, le triangle scalène est dont tous les côtés sont inégaux.
- Définition 27, parmi les figures trilatères, le triangle rectangle est celle qui a un angle droit.
- Définition 30, parmi les figures quadrilatères, le carré est celle qui est équilatère et rectangulaire.
- Définition 31, parmi les figures quadrilatères, le rectangle est celle qui est rectangulaire.
- Définition 32, parmi les figures quadrilatères, le losange est celle qui est équilatère.
- Définition 33, parmi les figures quadrilatères, celle dont les côtés sont parallèles se nomme parallélogramme.
- Définition 34, les autres quadrilatères se nomment trapèze.
- Définition 35, les parallèles sont des droites qui, étant situées dans un même plan, et étant prolongées à l'infini de part et d'autre, ne se rencontrent ni d'un côté ni de l'autre.

## Les demandes
Ce sont les fameux postulats d'Euclide dont le cinquième est le plus célèbre. (On parle à son propos de postulat d'Euclide, d'axiome d'Euclide, de postulatum, etc. Il est équivalent à l'axiome des parallèles.)
- Demande 1, Entre deux points on peut toujours tracer une droite.
- Demande 2, On peut toujours prolonger indéfiniment une droite tracée entre deux points.
- Demande 3, Partant d'un point et d'une longueur donnés, on peut toujours tracer un cercle.
- Demande 4, Tous les angles droits sont égaux entre eux.
- Demande 5, Si une droite, tombant sur deux droites, fait les angles intérieurs du même côté plus petits que deux droits, ces droites, prolongées à l'infini, se rencontreront du côté où les angles sont plus petits que deux droits.

Les définitions et les notions communes privilégient le cercle et la droite. La géométrie d'Euclide sera donc essentiellement attachée aux constructions à la règle et au compas.

## Les notions communes
Elles énoncent la transitivité de l'égalité, le fait qu'une égalité ou une inégalité est conservée si on ajoute ou si on retranche une même quantité aux deux membres de l'égalité ou de l'inégalité. La dernière notion commune énonce que le tout est plus grand que la partie.

## Les propositions

Proposition 3 : retrancher AB de CD ; ici, AB = CH.

Ces propositions traitent des points suivants :
- Constructions élémentaires. Les trois premières propositions décrivent quelques constructions élémentaires : construction d'un triangle équilatéral de côté donné (prop.1), construction d'un cercle de centre donné et de rayon donné (prop.2), retrancher d'un segment CD donné un segment AB donné (prop.3)
- Les cas d'égalité des triangles sont traités dans les prop.4 (premier cas d'égalité des triangles : deux côtés et l'angle compris entre ces deux côtés, égaux dans les deux triangles), prop.7 et 8 (deuxième cas d'égalité des triangles : trois côtés de même longueur dans les deux triangles), prop.26 (troisième cas d'égalité des triangles : deux angles et un côté égaux).
- Le triangle isocèle : les prop.5 et 6 montrent qu'un triangle a deux côtés égaux si et seulement s'il a deux angles égaux.
- Constructions diverses. Un certain nombre de propositions exposent comment procéder à la construction d'objets géométrique : la bissectrice d'un angle (prop.9), le milieu d'un segment (prop.10), la perpendiculaire à une droite passant par un point donné, un triangle dont les longueurs des côtés sont données (prop.22), un angle égal à un angle donné (prop.23).
- Les angles. Les propositions 13 à 19 traitent des angles, par exemple : deux angles d'un triangle sont moindres que deux droits (prop.17) ; dans un triangle, un plus grand côté est opposé à un plus grand angle (prop.18) ; deux triangles ayant deux côtés égaux, la base de l'un est plus grand que la base de l'autre si et seulement si l'angle au sommet du premier est plus grand que l'angle au sommet de l'autre (prop.24 et 25).
- Inégalité triangulaire : la prop.20 démontre l'inégalité triangulaire

Ces 26 premières propositions ne font pas appel au cinquième postulat d'Euclide sur les parallèles. Il n'en est pas de même des propositions qui suivent et qui utilisent ce postulat. 
- Propriétés des parallèles. Si une droite tombant sur deux droites fait des angles alternes égaux entre eux, ces deux droites seront parallèles (prop.27 et 28), et réciproquement, une droite tombant sur deux parallèles fait les angles alternes égaux entre eux (prop.29). Les droites parallèles à une même droite sont parallèles entre elles (prop.30). La prop.31 expose comment construire une parallèle à une droite donnée passant par un point donné.
- Somme des angles d'un triangle. C'est dans la prop.32 qu'on prouve que la somme des angles d'un triangle est égal à deux droits.
- Propriétés du parallélogramme. Les segments joignant les sommets de deux segments parallèles et de même longueur sont eux-mêmes parallèles et de même longueur (prop.33) ; les côtés et les angles opposés d'un parallélogramme sont égaux entre eux et une diagonale le partage en deux parties égales (prop.34) ; deux parallélogrammes, construits sur des bases de même longueur et entre les mêmes parallèles, ont même aire (prop.35 et 36). Les propositions 42 à 45 expliquent comment construire un parallélogramme d'aire égale à celle d'un triangle donné, ou d'aire égale à celle d'un polygone donné.
- Propriétés des triangles. Deux triangles de même base ont même aire si et seulement s'ils ont même hauteur (prop.37 à 40). Cette aire est la moitié de celle du parallélogramme correspondant (prop.41).
- Construction d'un carré. Elle est donnée par la prop.46.
- Théorème de Pythagore. Le livre I se termine par la démonstration de ce théorème (prop.47) et de sa réciproque (prop.48).

### Traduction
- Euclide, Bernard Vitrac (traduction, notes et commentaires) et Maurice Caveing (Introduction générale), Les Éléments, vol. 1 : Introduction générale, Livres I à IV, Paris, PUF, 1990 (ISBN 2-13-043240-9) ;
- Les Œuvres d'Euclide, traduction de F. Peyrard, Paris (1819), nouveau tirage par Jean Itard, Éditions Albert Blanchard (1993) ;
- Euclide (trad. François Peyrard), Les œuvres d'Euclide, en grec, en latin et en français : d'après un manuscrit très-ancien qui était resté inconnu jusqu'à nos jours, vol. 1, Paris, M. Patris, 1814 (lire en ligne), édition trilingue des livres I à VII des Éléments, la traduction en français a été rééditée en 1819 avec celle des autres livres (voir ouvrage précédent).

### Autres
- Yves Coudène, La géométrie élémentaire d'Euclide à aujourd'hui, Calvage & Mounet, coll. « Mathématiques en devenir », 2022, 451 p. (ISBN 978-2-49-323001-0), chap. 1 et 2 (« Le livre I des Éléments - Le livre I commenté »).